# Bruno Horst Bull
Bruno Horst Bull (* 17. März 1933 in Stülow, Mecklenburg) ist ein deutscher Schriftsteller, Dichter und Kinder- und Jugendbuchautor.

## Leben und Wirken
Bruno Horst Bull wurde als Sohn eines Landwirts geboren. Er kam 1956 in die Bundesrepublik Deutschland und studierte Germanistik und Kunstgeschichte, später auch Theater- und Zeitungswissenschaften in Freiburg im Breisgau und in München.
Als Autor veröffentlichte er Märchen, Kindergedichte und Lyrik in fünf Anthologien sowie in Kalendern, Zeitschriften und Tageszeitungen. Kindergedichte von Bruno Horst Bull finden sich in vielen Kinderzeitschriften und im Kinderfunk. 
Seit 1964 veröffentlichte Bull, auch als Herausgeber, mehr als 70 Kinderbücher, darunter mehrere Sammelbände. Viele seiner Werke richten sich nicht nur an Kinder, sondern auch an Eltern, Lehrer, Pädagogen und andere Erwachsene.
James Krüss schreibt in So viele Tage, wie das Jahr hat über Bruno Horst Bull: „Der jüngste deutsche Kinderdichter ist Bruno Horst Bull, unter dessen zahlreichen Kinderversen sich viel Gutes findet. Publiziert worden ist er nur hier und da in Zeitschriften und Sammlungen. Hoffen wir, daß sich bald ein Verleger für eine Auswahl aus seinen Kindergedichten findet.“
Bull lebt in München.

## Werke
- Pfiffiges aus Kindermund. Herder, Freiburg im Breisgau 1980, ISBN 3-451-07821-X.
- Bist Du der liebe Gott? Herder, Freiburg im Breisgau 1982, ISBN 3-451-07968-2.
- Der fröhliche Kindergarten. Heitere Erlebnisse und kuriose Sprachblüten zum Mitlachen. Herder, Freiburg im Breisgau 1984, ISBN 3-451-08099-0.
- Pferde. Kinderreime. Pawlak, Herrsching 1989, ISBN 3-88199-702-4.
- Bruno Horst Bull (Hrsg.): So feiern wir Fasching Fastnacht Karneval. Ein Werkbuch. Don-Bosco-Verlag, München 1990, ISBN 3-7698-0635-2.